# Heptan-2-ol
Heptan-2-ol (též 2-heptanol, heptyl-2-alkohol, 2-heptylalkohol nebo isoheptanol), funkční vzorec CH3CH(OH)C5H11, je izomer alkoholu heptanolu, ve kterém je hydroxylová skupina připojena na druhý atom uhlíku. 2-heptanol je chirální, známe jeho (R)- a (S)- izomer.

## Ostatní izomery heptanolu
Kromě 2-heptanolu existují také další 3 izomery heptanolu s nerozvětveným řetězcem; heptan-1-ol, 3-heptanol a 4-heptanol, které mají různě umístěnou hydroxylovou skupinu. Existuje také několik rozvětvených izomerů.

## Podobné sloučeniny
- heptan-1-ol
- heptan-3-ol
- heptan-4-ol